# Baldissero Canavese
Baldissero Canavese és un comune (municipi) de la ciutat metropolitana de Torí, a la regió italiana del Piemont, situat a uns 40 quilòmetres al nord de Torí. A 1 de gener de 2019 la seva població era de 542 habitants.
Baldissero Canavese limita amb els següents municipis: Castellamonte, Vistrorio, Vidracco, Strambinello i Torre Canavese.